# Lasseubetat
 Lasseubetat  es una población y comuna francesa, en la región de Aquitania, departamento de Pirineos Atlánticos, en el distrito de Oloron-Sainte-Marie y cantón de Lasseube.

## Demografía
| 446 | 519 | 537 | 534 | 516 | 530 | 547 | 509 | 528 | 510 | 434 | 443 | 442 | 438 | 464 | 417 | 404 | 403 | 382 | 370 | 366 | 319 | 297 | 290 | 273 | 273 | 282 | 231 | 203 | 193 | 175 | 187 | 174 | 252 |
| Para los censos de 1962 a 1999 la población legal corresponde a la población sin duplicidades (Fuente: INSEE [Consultar]) |     |     |     |     |     |     |     |     |     |     |     |     |     |     |     |     |     |     |     |     |     |     |     |     |     |     |     |     |     |     |     |     |     |